# Czarna (Lublini vajdaság)

Czarna község Łuków megyében, a Lublini vajdaságban, Lengyelország keleti részén található.
A Lublini vajdaságban elhelyezkedő Czarna község Gmina Serokomla gminában (község) található. A község Serokomlától 5 km-nyire nyugatra fekszik, míg a megyeszékhelytől Łukówtól 24 km-nyire délre található. A vajdaság központjától, Lublintól 57 km-nyire északra található.

## Fordítás
Ez a szócikk részben vagy egészben  a   Czarna, Lublin Voivodeship című angol Wikipédia-szócikk ezen változatának fordításán alapul.  Az eredeti cikk szerkesztőit annak laptörténete sorolja fel. Ez a jelzés csupán a megfogalmazás eredetét és a szerzői jogokat jelzi, nem szolgál a cikkben szereplő információk forrásmegjelöléseként.